# Rökkvarts
Rökkvarts, ibland felaktigt kallad röktopas, är en form av kvarts vars färg liknar rök. Den mörka färgen brukar anses komma från att joniserande strålning (från radioaktiva mineral i omgivningen) har påverkat mineralet kort efter att det bildades. Det finns alltså ingen radioaktivitet i rökkvartsen . Strålningen har förstört kristallstrukturen i mineralet vilket förändrar några egenskaper såsom dess ljusbrytning och gör att den blir mörk. Är den riktigt mörk kallas mineralet morion.

## Egenskaper
Rökkvarts är rökgrå eller bruna, genomskinliga varianter av kristalliserad kvarts, vilka kan betraktas som av organiska [källa behövs] ämnen förorenad kvarts. Genom svag upphettning ändras färgen till gul, på samma sätt som ametist. Vid glödgning försvinner färgen och mineralet blir vattenklart. 

## Förekomst
Rökkvarts förekommer på samma sätt som bergkristall och finns i stor mängd i Alperna och Brasilien. I Skottland förekommer rökkvarts i stora stycken vid Cairngorm i Inverness och kallas på grund härav cairngorm eller skotsk topas. I Sverige är förekomster kända vid Hesselkulla gruva i Vintrosa. 

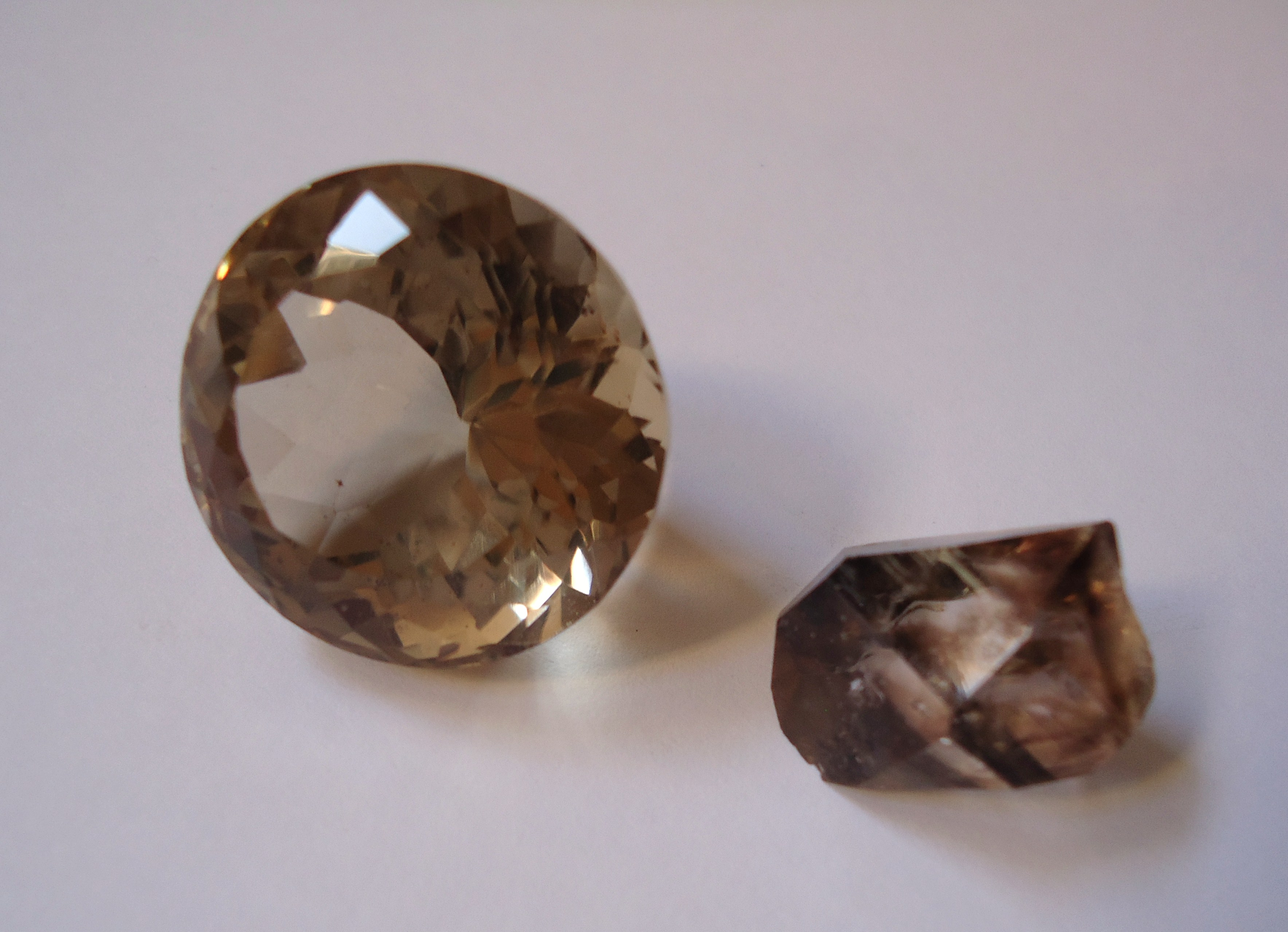
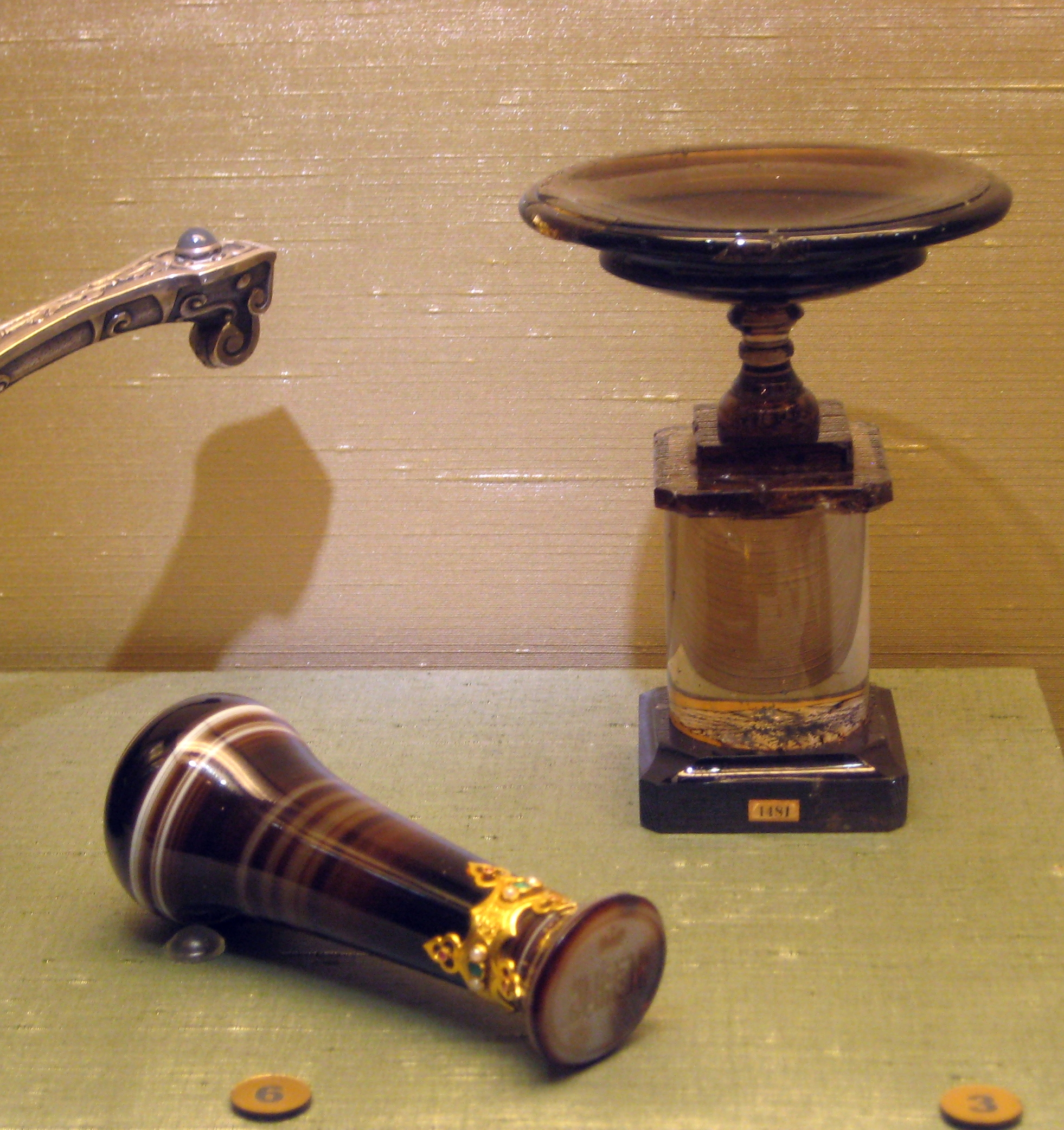
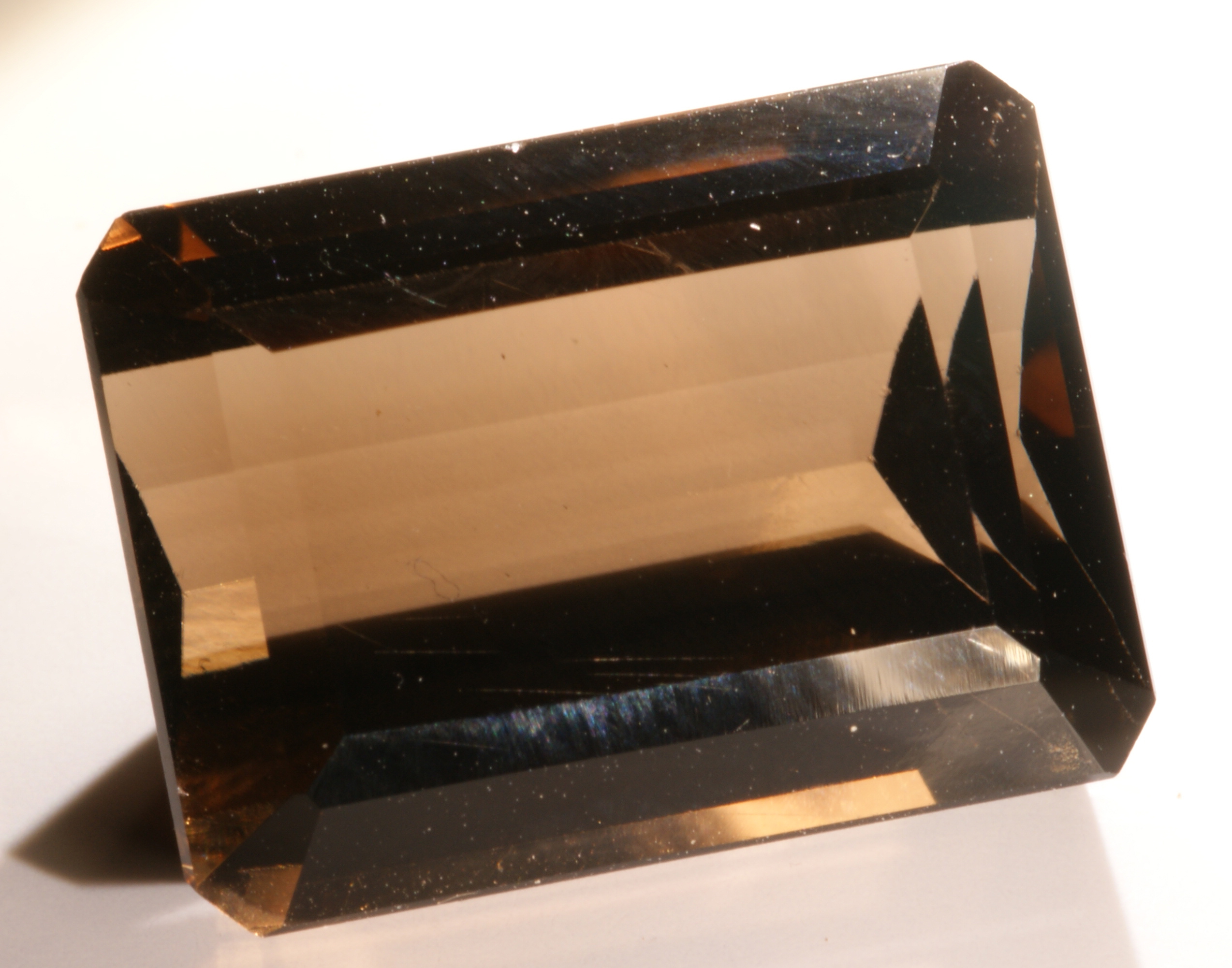
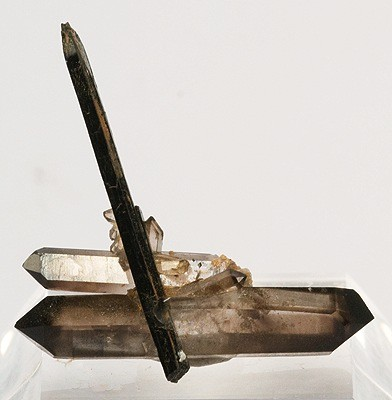